# Portal Tomb von Ballyannan

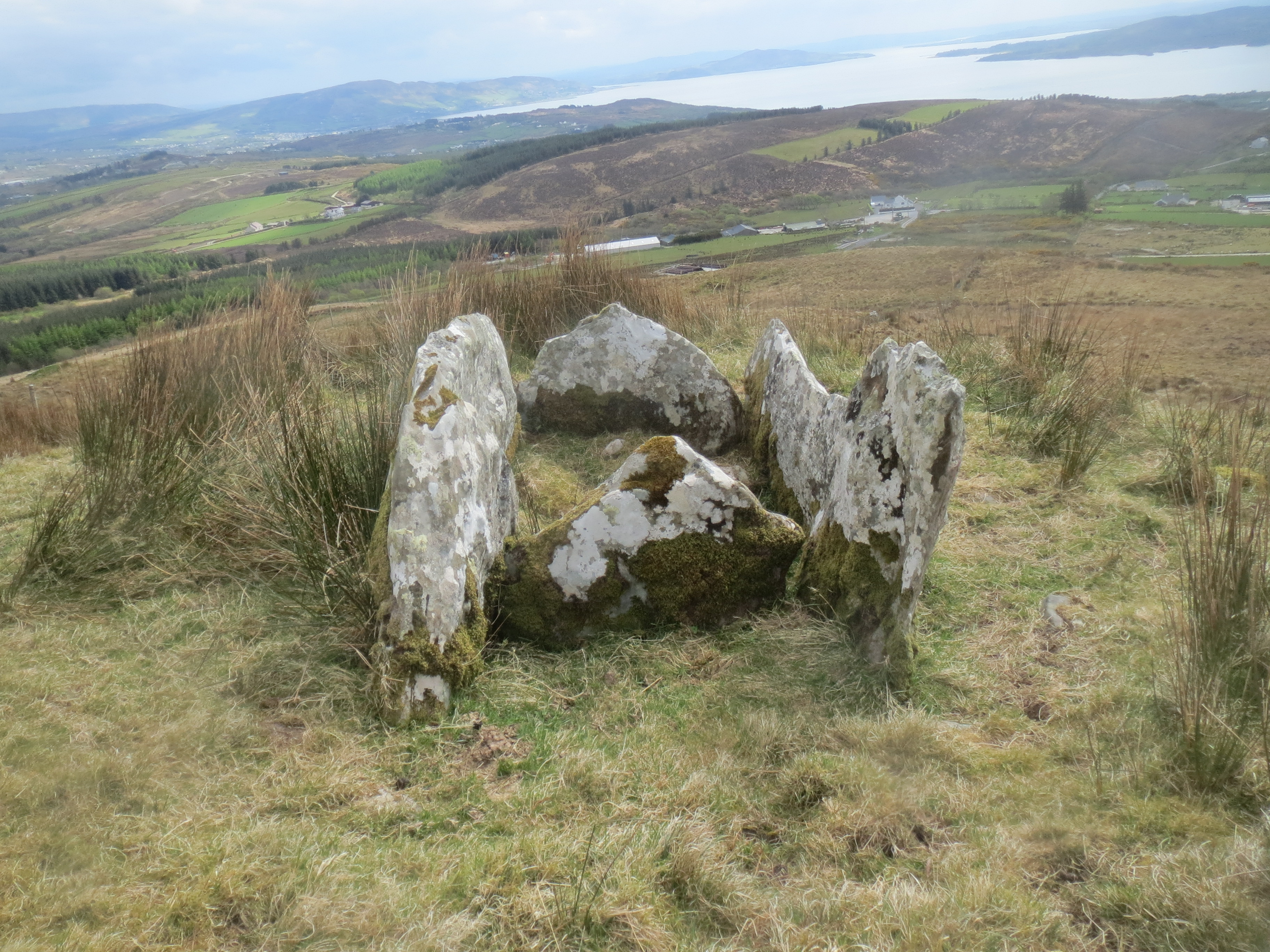
Portal Tomb von Ballyannan

Das Portal Tomb von Ballyannan liegt im County Donegal im Norden der Republik Irland. Als Portal Tombs werden Megalithanlagen in Irland und Großbritannien bezeichnet, bei denen zwei gleich hohe, aufrecht stehende Steine mit einem Türstein dazwischen die Vorderseite einer Kammer bilden, die mit einem zum Teil gewaltigen Deckstein bedeckt ist oder war.

## Lage
Das Portal Tomb liegt im Townland Ballyannan (irisch Baile Uí Eanain) auf einer kleinen Plattform am Südhang des Aghawee Hills auf der Inishowen-Halbinsel circa 6 km nördlich von Buncrana. Nach Süden hat man eine gute Sicht auf den Lough Swilly sowie die gegenüberliegende Fanad-Halbinsel.

## Beschreibung
Die Kammer ist 2,20 m lang und zwischen 1,50 und 1,30 m breit. Die beiden etwa 1,25 m hohen Portalsteine stehen an der Nordseite in einem Abstand von 0,95 m. Der Türstein dazwischen hat einen Dreiecksgiebel; ebenso der Stein am südlichen Ende. Die beiden Seitensteine sind 1,20 bzw. 0,80 m hoch. Der Deckstein ist nicht mehr vorhanden. Von älteren Berichten ist bekannt, dass die Anlage bereits Mitte des 19. Jahrhunderts keinen Deckstein mehr hatte.